# Trichobius cognatus
Trichobius cognatus är en tvåvingeart som beskrevs av Peterson och Hurka 1974. Trichobius cognatus ingår i släktet Trichobius och familjen lusflugor.
Artens utbredningsområde är Dominica. Inga underarter finns listade i Catalogue of Life.